# جوي أباد
جوي أباد هي قرية في مقاطعة نائين، إيران. يقدر عدد سكانها بـ 10 نسمة بحسب إحصاء 2016.